# Héritier Luvumbu
Héritier Luvumbu (sinh ngày 23 tháng 7 năm 1992) là một cầu thủ bóng đá người CHDC Congo thi đấu ở vị trí tiền vệ cho AS FAR ở Botola.

## Sự nghiệp quốc tế

### Bàn thắng quốc tế
Tỉ số và kết quả liệt kê bàn thắng của CHDC Congo trước.
| #  | Ngày                | Địa điểm                          | Đối thủ  | Tỉ số | Kết quả | Giải đấu                           |
| -- | ------------------- | --------------------------------- | -------- | ----- | ------- | ---------------------------------- |
| 1. | 17 tháng 1 năm 2016 | Sân vận động Huye, Butare, Rwanda | Ethiopia | 2–0   | 3–0     | Giải vô địch bóng đá châu Phi 2016 |

## Danh hiệu
AS Vita Club
Á quân
- Linafoot: 2013
- CAF Champions League: 2014